# Papiamenta levii
Papiamenta levii là một loài nhện trong họ Pholcidae. Loài này được phát hiện ở Curaçao và là loài điển hình của chi Papiamenta.